# Terrifier
Zastrašivač (engleski: Terrifier) američki je horor film iz 2016. godine redatelja Damiena Leonea koji je također napisao scenarij i producirao film. Glavne uloge tumače Jenna Kanell, Samantha Scaffidi, Catherine Corcoran i David Howard Thornton. Thornton glumi sadističkog klauna po imenu Art koji lovi tri žene na Noć vještica. Drugi je cjelovečernji film koji prikazuje klauna Arta, nakon filma All Hallows' Eve iz 2013. godine, koji sadrži scene iz Leoneovih prethodnih kratkih filmova The 9th Circle (2008.) i Terrifier (2011.) koje je također režirao i producirao i koji prikazuju ovog lika kojeg je prethodno glumio Mike Gianelli. Premijerno je prikazan  u listopadu 2016. godine na festivalu horor filmova u Tellurideu, dok je od ožujka 2018. prikazivan u odabranim kinima.